# Encina
Encina (korábban Oak Cut) az Amerikai Egyesült Államok északnyugati részén, Oregon állam Baker megyéjében, a U.S. Route 30/Interstate 84 mellett elhelyezkedő önkormányzat nélküli település.
Az Encina szó spanyolul „örökzöld tölgyet” jelent. A Union Pacific Railroad szárnyvonalának építésekor az Oak Cut nevet „körülményesnek” találták, így a Mexikóban is élt J. C. Mayo vasúti vezető az Encina elnevezés mellett döntött.

## Fordítás
- Ez a szócikk részben vagy egészben  az   Encina, Oregon című angol Wikipédia-szócikk ezen változatának fordításán alapul.  Az eredeti cikk szerkesztőit annak laptörténete sorolja fel. Ez a jelzés csupán a megfogalmazás eredetét és a szerzői jogokat jelzi, nem szolgál a cikkben szereplő információk forrásmegjelöléseként.